# Garudimimus
A Garudimimus (nevének jelentése 'Garuda-utánzó', a hindu és buddhista mitológiából ismert mitikus, madárszerű lényre utalva) az ornithomimosaurus dinoszauruszok egyik bazális tagja, amely egyetlen, Mongóliában a késő kréta kori Bayan Shireh-formáció üledékes kőzetében felfedezett példány alapján ismert.

## Anatómia
A hossza körülbelül 4 méter volt és feltehetően mindenevőként élt. A korai ornithomimosaurusok egyikeként a Garudimimus úgy tűnik nem alkalmazkodott annyira a sebességhez, mint a fejlettebb ornithomimidák. Aránylag rövid lábakkal, nehéz lábfejjel és a csípőjéhez tartozóan rövidebb medencecsonttal rendelkezett, ami azt jelzi, hogy lábainak izomzata nem voltak olyan jól fejlett, mint a későbbi ornithomimidáké. A lábfejhez négy szokványos lábujj és egy elcsökevényesedett első lábujj tartozott, míg az ornithomimidák három lábujjú lábfejének első és ötödik lábujja hiányzott. A koponyája pofarésze jóval kerekebb, mint a csoport többi tagjáé, szemei pedig nagyobbak.
Korábban úgy gondolták, hogy az Ornithomimosauria e kezdetleges tagja a feje tetején szarvat viselt. A későbbi vizsgálatok azonban kimutatták, hogy a „szarv” valójában egy rosszul elhelyezett koponyacsont volt.

## Fordítás
- Ez a szócikk részben vagy egészben a Garudimimus című angol Wikipédia-szócikk ezen változatának fordításán alapul.  Az eredeti cikk szerkesztőit annak laptörténete sorolja fel. Ez a jelzés csupán a megfogalmazás eredetét és a szerzői jogokat jelzi, nem szolgál a cikkben szereplő információk forrásmegjelöléseként.